# Лукштас (озеро, Молетский район)
Лу́кштас (устар. Лукста; лит. Lukštas) — озеро на северо-востоке Литвы. Располагается на территории Алантского староства в северной части Молетского района. Относится к бассейну Швянтойи.
Озеро имеет продолговатую форму, ориентированную в субширотном направлении. Находится на высоте 124,6 м над уровнем моря, в 3 км севернее местечка Аланта (Алунта). Площадь озера составляет 0,28 км². С востока на юго-запад озеро пересекает река Лепяле, соединяющая его с бассейном реки Вастапа.